# Museum Beelden aan Zee
Koordinaten: 52° 6′ 38″ N, 4° 16′ 36″ O

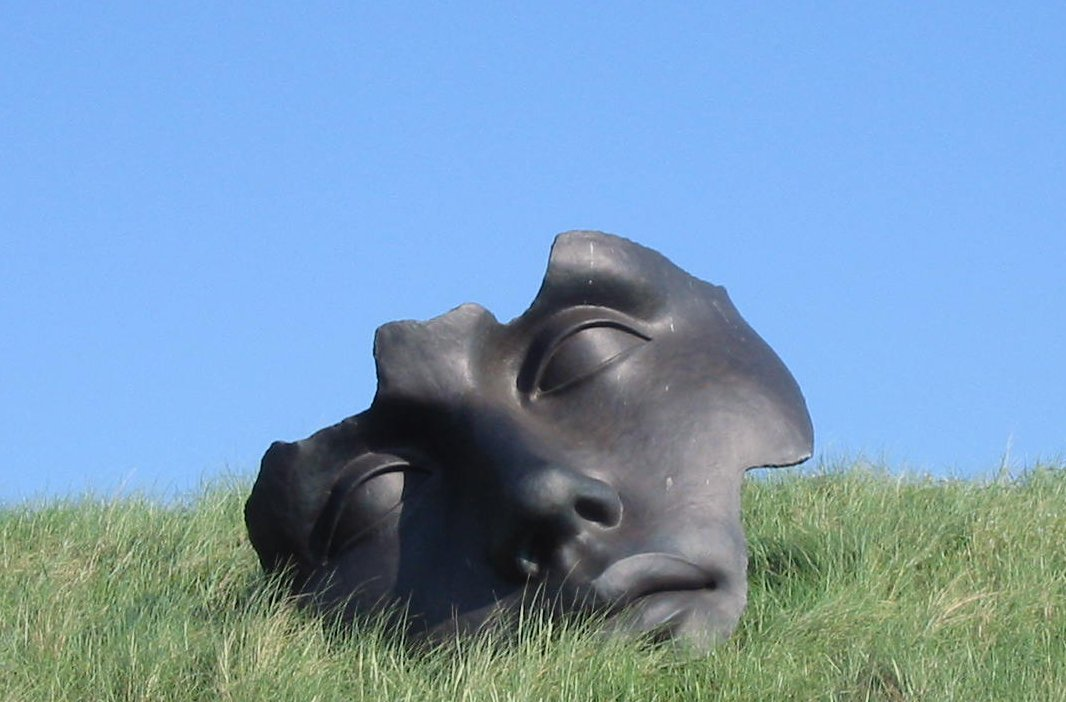
Beeld van Igor Mitoraj aan de Boulevard

Das Museum Beelden aan Zee in Scheveningen wurde 1994 gegründet und stellt moderne Skulpturen aus der Zeit nach dem Zweiten Weltkrieg aus. Dreimal jährlich wechselnde Ausstellungen zeigen Kunstwerke internationaler Künstler. Seit 2003 besteht im selben Haus auch ein Forschungsinstitut für moderne Bildhauerei, das Sculptuur Instituut.
Das Museumsgebäude wurde durch den Architekten Wim Quist errichtet. Da die Bauvorschriften regelten, dass das Gebäude nicht über die Deichhöhe herausragen dürfe, wurde das Haus weitgehend unterirdisch gebaut und durch Deckenfenster belichtet.
Auf der Freifläche oberhalb des Museums sind seit 2004 frei zugänglich Werke des amerikanischen Bildhauers Tom Otterness zu besichtigen. Diese SprookjesBeelden aan Zee richten sich besonders an junge Museumsbesucher.
2011 war das Museum Partner der Ausstellung Blickachsen 8 in Bad Homburg vor der Höhe.

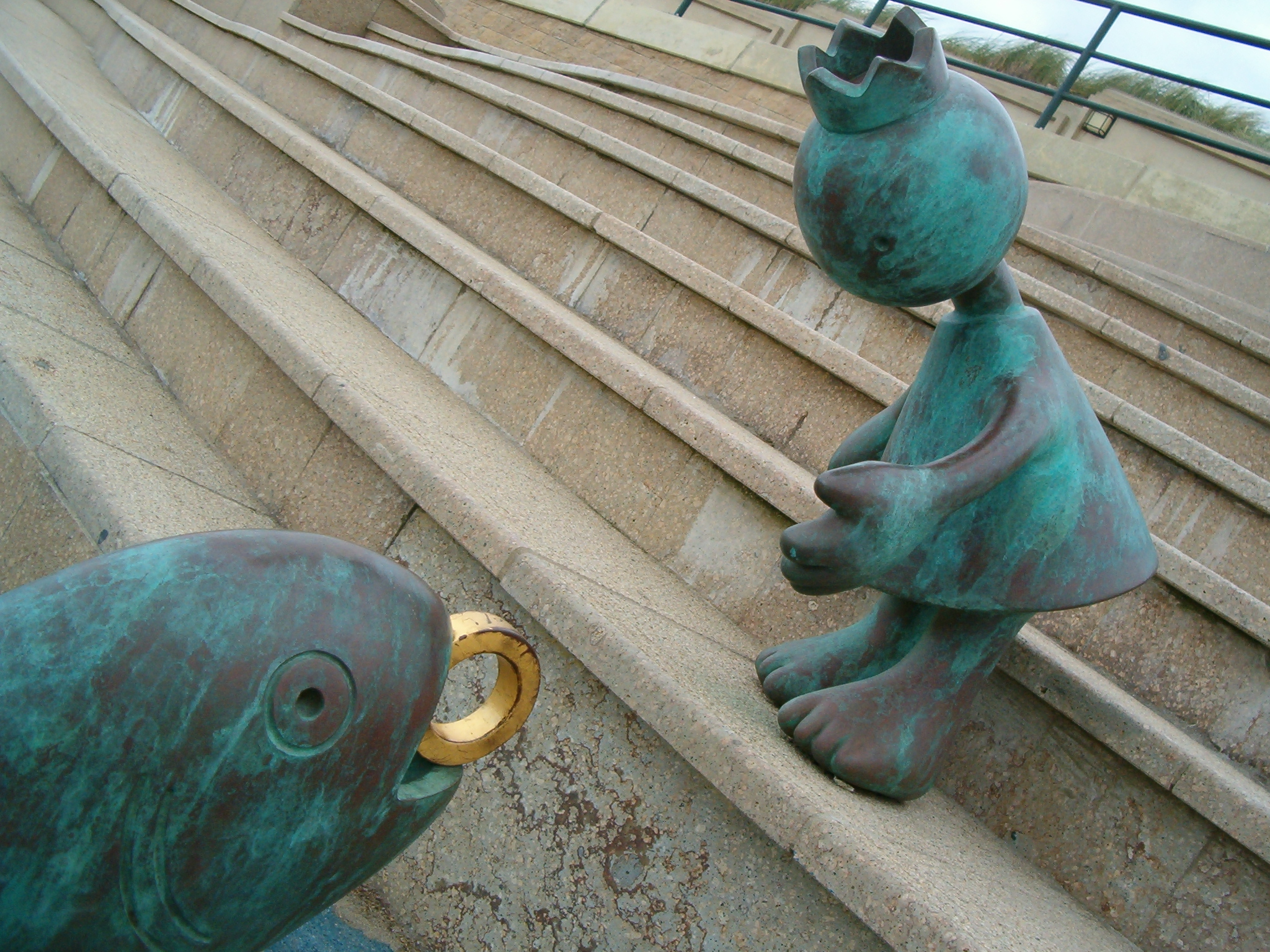
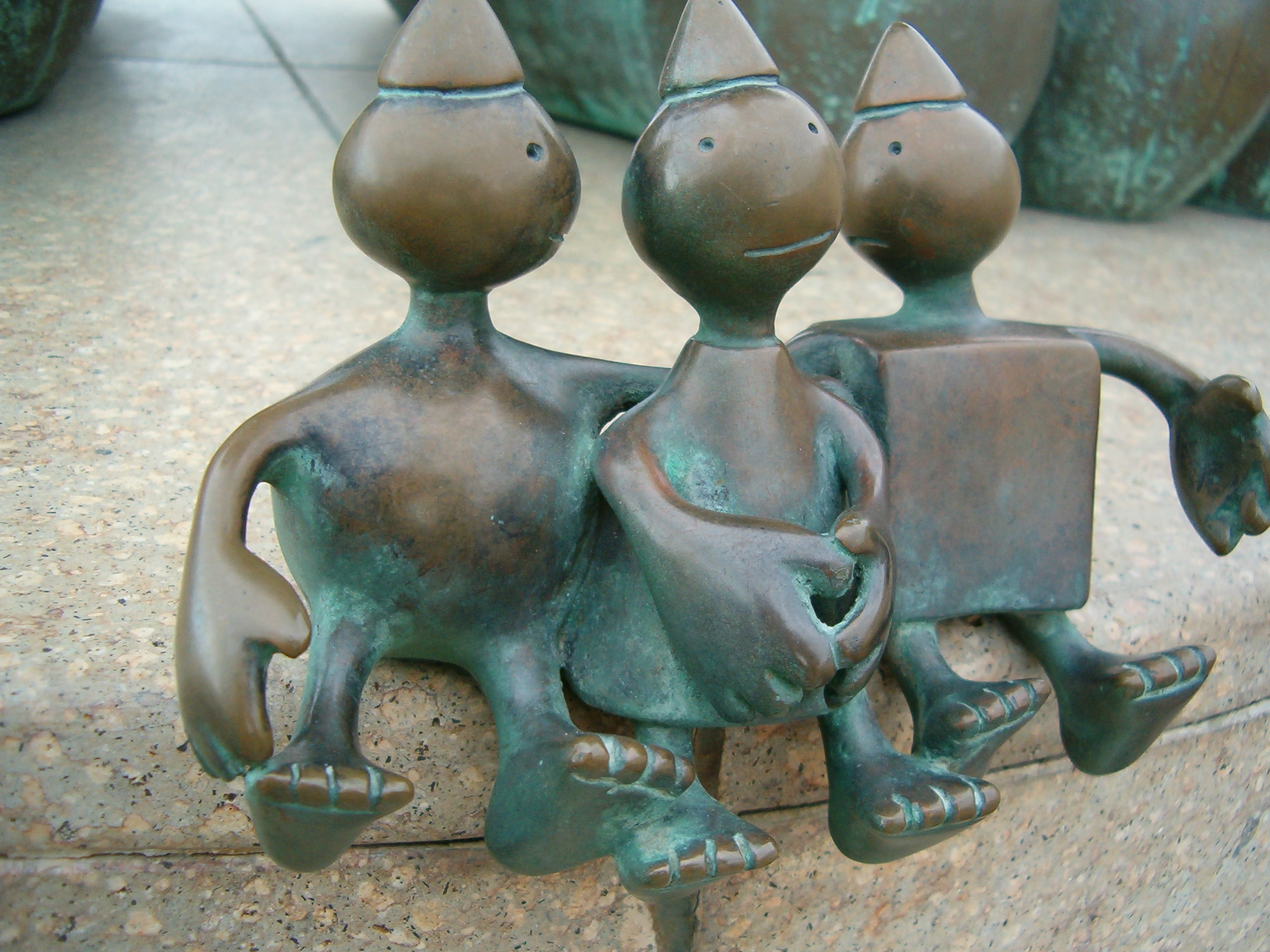
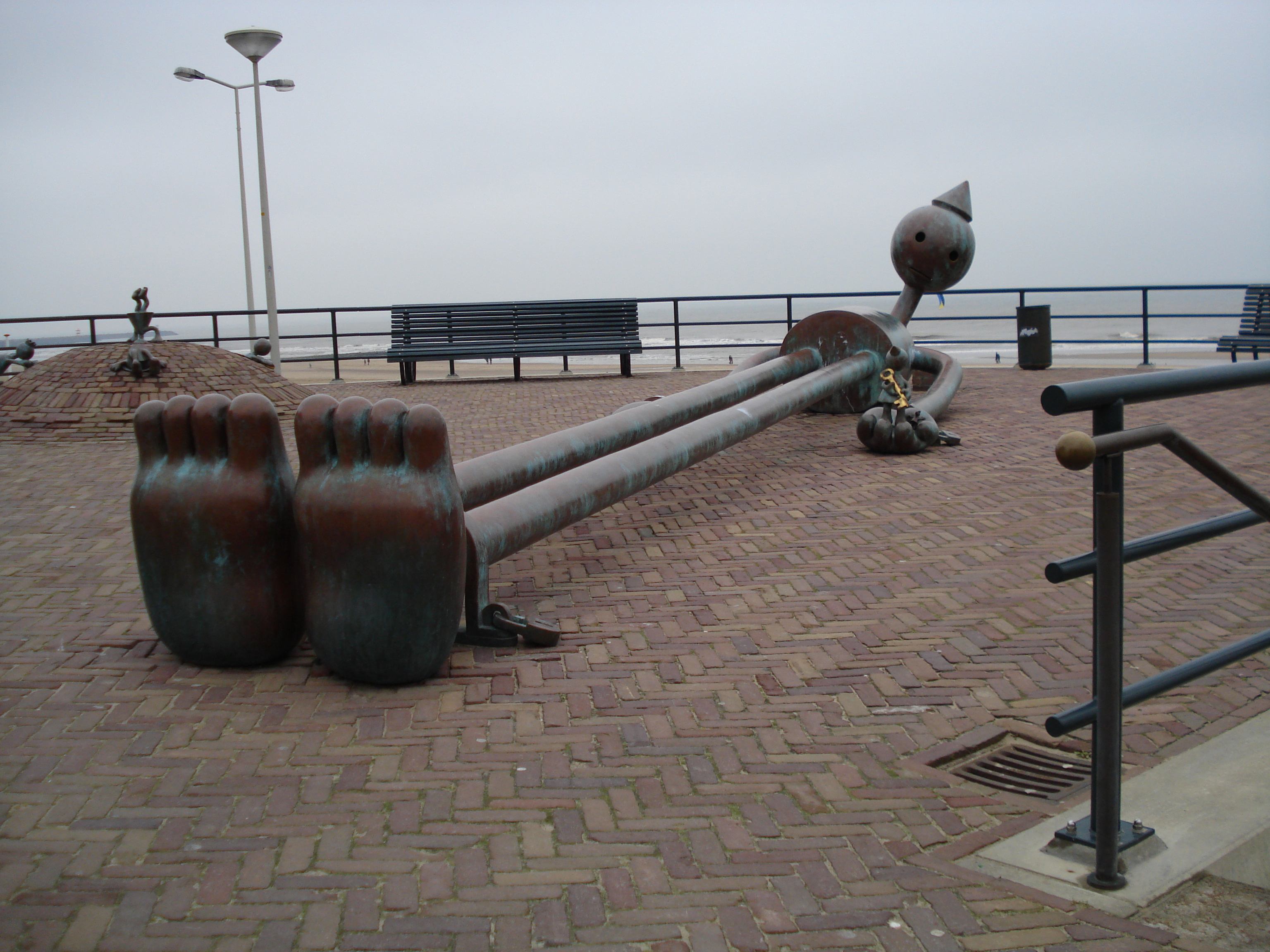
Het Beeldenpark van Tom Otterness
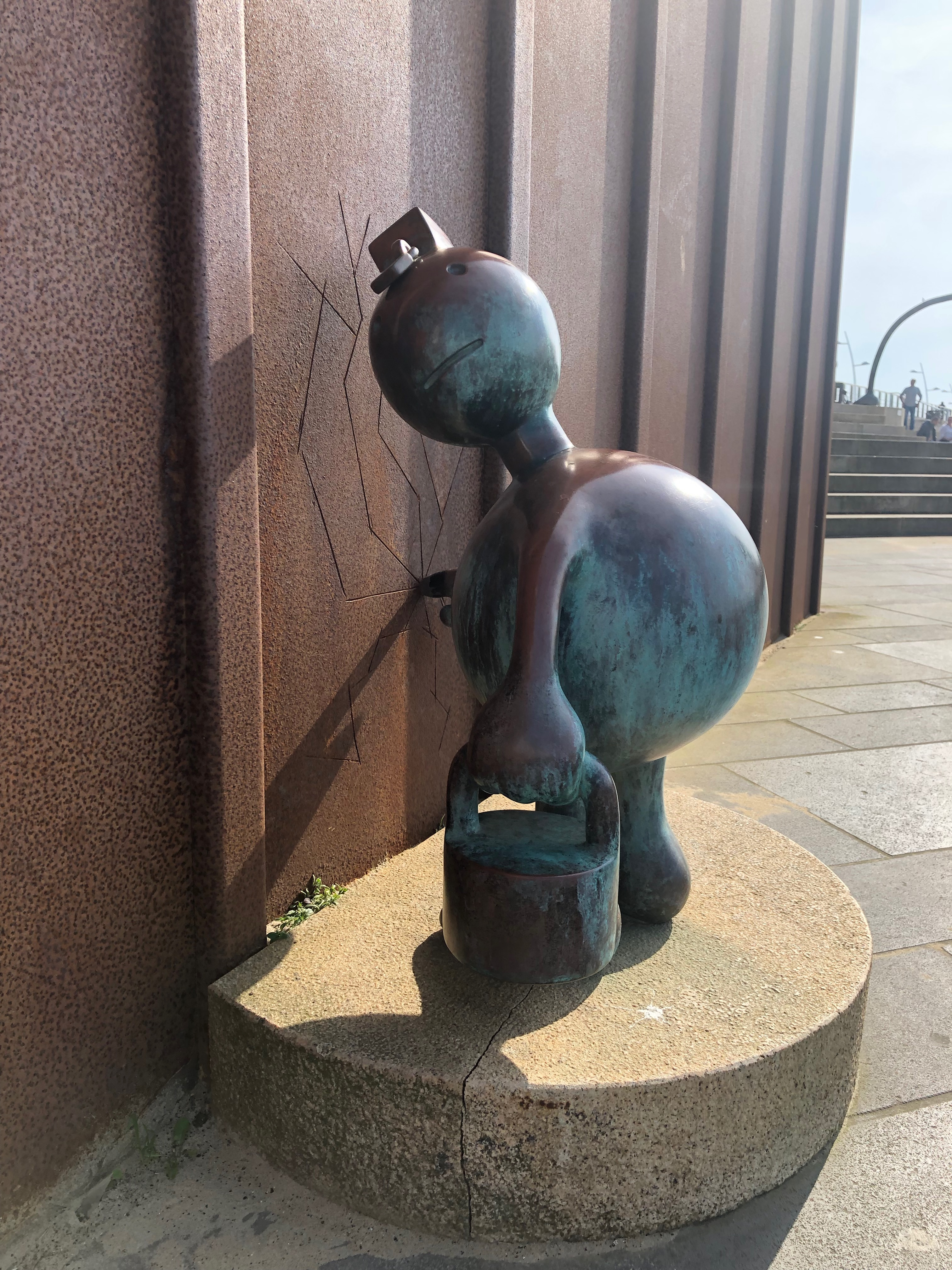
Hans Brinker